# 吳乘權
參數所指定的目標頁面不存在，建議更正成存在頁面或直接建立下列一個頁面（建立前請先搜尋是否有合適的存在頁面可以取代）：
- 吴楚材 (宋朝)

吴乘权（1655年—1719年），字子舆，號楚材，浙江山阴（今浙江绍兴）人，清代学者。

## 生平
顺治十二年（1655年）出生，勤奮好學，十六歲患足疾，一病數年，病中仍手不释卷。惜屡试不中，早年在私塾教学。二十四歲擔任福建巡抚吳興祚幕僚，並为其子伴读。康熙二十一年（1682年），吴兴祚遷升两广总督，吴乘权随往广东。晚年，在闽浙总督范时崇幕府擔任幕僚。康熙三十四年曾與侄子吳大職選注《古文观止》，康熙五十年（1711年），又與周之炯、周之灿兄弟編成《綱鑑易知錄》一書。康熙五十八年（1719年）卒。

## 延伸阅读
[在维基数据编辑]
 在维基文库阅读此作者作品